# مونسرف-لیتون، کبک
مونسرف-لیتون (به فرانسوی: Montcerf-Lytton) شهری در منطقه شهری لا وله-دو-لا-گاتینو ناحیه اوتاوه در استان کبک کانادا است. در سرشماری سال ۲۰۱۱ این شهر ۷۳۳ نفر جمعیت داشته‌است و مساحت آن ۳۵۸٫۳۴ کیلومتر مربع است.